# Veranstaltungsleitung
Nach § 38 Muster-Versammlungsstättenverordnung (MVStättVO) muss der Betreiber einer Versammlungsstätte eine Veranstaltungsleitung bestimmen. Diese ist eine natürliche Person, besitzt weitreichende Befugnisse und kann im Fall einer Gefahr Maßnahmen wie eine Unterbrechung oder einen Abbruch des Ereignisses festlegen. Allen Anwesenden muss die Rolle und die Befugnisse der Veranstaltungsleitung klar sein. Wichtig ist, dass der Vorsitz des 
Organisationskomitees und die Veranstaltungsleitung zwei unterschiedliche Personen sind, da sich die Aufgaben deutlich unterscheiden. Das Komitee ist für die Vertretung nach außen zuständig, die Leitung für die Sicherheit.

## Aufgaben
- Vertretung einer juristischen Person während einer Veranstaltung
- Zusammenarbeit mit den Behörden
- Gewährleistung der Sicherheit für Akteure und Besucher
- sonstige übertragene Pflichten des Veranstalters
- Übernahme allgemeiner Pflichten als Veranstalter

## Pflichten des Veranstaltungsleiters
Die Veranstaltungsleitung muss nach den gesetzlichen Bestimmungen während des Betriebes anwesend sein. Nützlich ist aber auch eine Anwesenheit vorab, um sich mit den örtlichen Begebenheiten vertraut zu machen und notwendige Abstimmungen mit allen Beteiligten durchführen zu können.

## Qualifikation
- genügende Fachkunde
- Kenntnisse in der Sicherheit nach dem Grad der Gefährdung
- Zuverlässigkeit[1]